# Câmara Municipal de Guarulhos
A Câmara Municipal de Guarulhos é o órgão legislativo do município de Guarulhos, no Brasil. Desde a 14ª Legislatura (2005-2008), é composto por 34 vereadores. Foi criada em 1948, tendo sua sede atual na Avenida Guarulhos, 845 - Ponte Grande, que foi inaugurada em 05 de abril de 2021.

## História da Câmara Municipal de Guarulhos

### Fundação da Câmara Municipal (1948-1951)
Em 1948, o órgão da câmara municipal foi fundado. Nesse ano, a câmara era composta por 13 vereadores. Sua primeira sede se estabeleceu no bairro do Centro, bairro esse que instalaria a câmara municipal por 73 anos. A primeira sede se instalaria na Rua Dom Pedro II, permanecendo por 3 anos. O primeiro presidente da câmara municipal seria Rinaldo Poli, que viria a ser reeleito por mais 3 vezes antes de assumir o cargo de Prefeito de Guarulhos. Esse local contou apenas com dois presidentes de câmara municipal, o segundo foi Paulo Chagas Nogueira.

### Segunda e terceira sede da câmara municipal (1951-2006)
Em 1951, a câmara municipal se mudaria para a Rua Sete de Setembro, onde se instalou anteriormente, o paço municipal. o Prédio abrigaria a câmara municipal até o ano de 1976. 
No ano de 1976, a câmara municipal se instalaria na Praça Presidente Getúlio Vargas, sede essa que permaneceria até o ano de 2006. Essa sede abrigou a assembleia constituinte do município.

### 4ª sede da câmara municipal (2006-2021)
Em 2006, a Câmara Municipal se deslocaria mais uma vez de sede, desta vez, para o prédio da frente, onde havia sido local do Cine Star, na esquina da Avenida Tiradentes com a Rua João Gonçalves. Durante 15 anos, a câmara municipal mantinha despesas fixas de aluguel.

### Aquisição do prédio da Tapetes Lourdes e inauguração da 5ª sede.

Posse do Prefeito de Guarulhos, Guti (PSD), e dos 34 vereadores. Essa foi a ultima cerimônia de posse no antigo prédio.

Em 2011, no mandato de Eduardo Soltur, foi anunciada a aquisição do prédio que abrigou a indústria da Tapete Lourdes, que havia declarada falência no mesmo ano. A aquisição só foi concluída em 2012. Em 2017, a câmara municipal destinou as obras de reforma para a estatal Proguaru (de propriedade do município de Guarulhos), e posteriormente a obra da sede seria transferida para uma construtora, que foi responsável por concluir as obras.
Em 1º de Janeiro de 2021, ocorreria a ultima posse de prefeito, vice-prefeito e dos 34 vereadores. Durante os próximos 4 meses, a sede permaneceria sendo no centro.
Em 05 de Abril de 2021, a nova sede da câmara municipal seria oficialmente inaugurada, encerrando um ciclo de 73 anos da câmara municipal se sediando na região central. O novo espaço fica situada no bairro da Ponte Grande. O plenário principal da câmara municipal foi denominado de Plenário Fausto Martello, Presidente da Câmara no biênio 1996-1997, e pai do então presidente da câmara Fausto Miguel Martello.

## Composição

### Eleição
Os vereadores são eleitos por meio de sistema proporcional de lista aberta. As vagas são distribuídas pelos partidos proporcionalmente ao total de votos para vereador de cada partido (somando os votos em legenda e os votos nominais em todos os candidatos do partido). Cada bancada partidária é então ocupada pelos candidatos de acordo com a ordem dos mais votados do partido. A última eleição ocorreu em 06 de outubro de 2024.

## Lideranças
Os partidos representados na Câmara podem se agrupar em blocos ou permanecer independentes. Cada bloco ou partido isolado pode indicar uma liderança. Além disso, o prefeito de Guarulhos pode indicar uma liderança de Governo. A composição atual de blocos e lideranças é a seguinte:
| Lideranças (2025)                   | Lideranças (2025)               | Lideranças (2025)               | Lideranças (2025)               | Lideranças (2025)               | Lideranças (2025)               | Lideranças (2025)               |
| Representação - Poder Executivo     | Representação - Poder Executivo | Representação - Poder Executivo | Representação - Poder Executivo | Representação - Poder Executivo | Representação - Poder Executivo | Representação - Poder Executivo |
| ----------------------------------- | ------------------------------- | ------------------------------- | ------------------------------- | ------------------------------- | ------------------------------- | ------------------------------- |
| Líder do Governo                    | Líder do Governo                | Líder do Governo                | Líder do Governo                | Geraldo Celestino (MOBILIZA)    | Geraldo Celestino (MOBILIZA)    | [ 1 ]                           |
| Lider da Oposição                   | Lider da Oposição               | Lider da Oposição               | Lider da Oposição               | Edmilson Souza (PSOL)           | Edmilson Souza (PSOL)           |                                 |
| Representações - Partidos Políticos |                                 |                                 |                                 |                                 |                                 |                                 |
| Partido                             | Partido                         | Federação                       | Assentos                        | Líder                           | Posição                         | Ref.                            |
|                                     | PSD                             |                                 | 5                               | Lauri Rocha                     | Governo                         | [ 1 ]                           |
|                                     | REP                             |                                 | 5                               | Gilvan Passos                   | Governo                         | [ 1 ]                           |
|                                     | DC                              |                                 | 3                               | Daniel Alves                    | Governo                         | [ 1 ]                           |
|                                     | MOB                             |                                 | 3                               | Geraldo Celestino               | Governo                         | [ 1 ]                           |
|                                     | PT                              | FE Brasil                       | 3                               | Rômulo Orneles                  | Oposição                        | [ 1 ]                           |
|                                     | NOVO                            |                                 | 2                               | Junior Caiçara                  | Governo                         | [ 1 ]                           |
|                                     | PL                              |                                 | 2                               | Cleber Ribeiro                  | Governo                         | [ 1 ]                           |
|                                     | CDN                             | FE. PSDB Cidadania              | 1                               | André Alves                     | Governo                         | [ 1 ]                           |
|                                     | MDB                             |                                 | 1                               | Rafa Marques                    | Indefinido                      | [ 1 ]                           |
|                                     | PCdoB                           | FE. Brasil                      | 1                               | Lamé                            | Oposição                        | [ 1 ]                           |
|                                     | PDT                             |                                 | 1                               | Guto Tavares                    | Oposição                        | [ 1 ]                           |
|                                     | PMB                             |                                 | 1                               | Leandro Dourado                 | Governo                         | [ 1 ]                           |
|                                     | PP                              | União Progressista              | 1                               | Daniel Santos                   | Governo                         | [ 1 ]                           |
|                                     | PRTB                            |                                 | 1                               | Welliton Bezerra                | Governo                         | [ 1 ]                           |
|                                     | PSB                             |                                 | 1                               | Rafael Acosta                   | Oposição                        | [ 1 ]                           |
|                                     | PSOL                            | FE. PSOL REDE                   | 1                               | Edmilson Souza                  | Oposição                        | [ 1 ]                           |
|                                     | REDE                            | FE. PSOL REDE                   | 1                               | Janete Pietá                    | Oposição                        | [ 1 ]                           |
|                                     | UNIÃO                           | União Progressista              | 1                               | Dr. Laércio Sande               | Indefinido                      | [ 1 ]                           |

## Mesa Diretora
A Mesa Diretora dirige os trabalhos legislativos e os serviços administrativos da Câmara. O presidente não pode fazer parte de nenhuma Comissão Permanente. Os membros da Mesa são eleitos a cada ano no dia 1 de dezembro e tomam posse no dia 1º de janeiro do ano seguinte, exceto na mudança de legislatura, já que a eleição ocorre no dia 1º de Janeiro, em conjunto com a posse.
| 1.º Biênio (2025-2026) | 1.º Biênio (2025-2026) | 1.º Biênio (2025-2026) | 1.º Biênio (2025-2026)         | 2.º Biênio (2027-2028) | 2.º Biênio (2027-2028) | 2.º Biênio (2027-2028) | 2.º Biênio (2027-2028) |
| Presidência            | Presidência            | Presidência            | Presidência                    | Presidência            | Presidência            | Presidência            | Presidência            |
| ---------------------- | ---------------------- | ---------------------- | ------------------------------ | ---------------------- | ---------------------- | ---------------------- | ---------------------- |
| Presidente             |                        |                        | Miguel Martello (Republicanos) | Presidente             |                        |                        | à definir              |
| 1.º Vice-presidente    |                        |                        | Gilvan Passos (Republicanos)   | 1.º Vice-presidente    |                        |                        | à definir              |
| 2.º Vice-presidente    |                        |                        | Lamé (PCdoB)                   | 2.º Vice-presidente    |                        |                        | à definir              |
| Secretaria             |                        |                        |                                |                        |                        |                        |                        |
| 1.º Secretário         |                        |                        | Marcelo Seminaldo (PT)         | 1.º Secretário         |                        |                        | à definir              |
| 2.º Secretário         |                        |                        | Kleber Ribeiro (PL)            | 2.º Secretário         |                        |                        | à definir              |

## Comissões

### Comissões Permanente
As Comissões Permanentes têm caráter técnico legislativo e têm a competência de analisar, promover estudos e pesquisas, realizar audiências públicas, fiscalizar e convocar responsáveis pela administração direta ou indireta para prestar informações sobre assuntos inerentes às suas atribuições, emitir pareceres e votar projetos submetidos à sua análise.
| Comissão                                                                                   | Membros | Presidente | Presidente                  | Secretário(a) | Secretário(a)           |
| ------------------------------------------------------------------------------------------ | ------- | ---------- | --------------------------- | ------------- | ----------------------- |
| Comissão de Administração e Funcionalismo Público                                          | 3       |            | Rafa Marques (MDB)          |               | Geraldo Celestino (MOB) |
| Comissão de Constituição, Justiça e Legislação Participativa                               | 3       |            | Dr. Laercio Sandes (UNIÃO)  |               | Karina Soltur (PSD)     |
| Comissão de Defesa dos Direitos da Criança, do Adolescente e da Juventude                  | 3       |            | Welliton Bezerra (PRTB)     |               | Carlinda Tinoco (REP)   |
| Comissão de Defesa dos Direitos da Mulher                                                  | 3       |            | Janete Pietá (REDE)         |               | Carlinda Tinoco (REP)   |
| Comissão de Defesa dos Direitos do Consumidor                                              | 3       |            | Guto Tavares (PDT)          |               | Luís da Sede (PSD)      |
| Comissão de Desenvolvimento Urbano e Desenvolvimento Econômico                             | 3       |            | Luís da Sede (PSD)          |               | Junior Caiçara (NOVO)   |
| Comissão dos Direitos Humanos, Cidadania, Habitação, Assistência Social e Igualdade Racial | 3       |            | Lamé (PCdoB)                |               | Fernanda Curti (PT)     |
| Comissão de Educação, Cultura, Esporte, Lazer e Turismo                                    | 3       |            | Lauri Rocha (PSD)           |               | Karina Soltur (PSD)     |
| Comissão de Ética e Decoro Parlamentar                                                     | 7       |            | Lauri Rocha (PSD)           |               | Junior Caiçara (NOVO)   |
| Comissão de Finanças e Orçamento                                                           | 3       |            | Geleia Protetor (PSD)       |               | Geraldo Celestino (MOB) |
| Comissão de Higiene e Saúde Pública                                                        | 3       |            | Gilvan Passos (REP)         |               | Janete Pietá (REDE)     |
| Comissão de Meio Ambiente                                                                  | 3       |            | Edmilson Souza (PSOL)       |               | Rafael Acosta (PSB)     |
| Comissão de Obras e Serviços Públicos                                                      | 3       |            | Danilo Gomes (REP)          |               | Biriba (DC)             |
| Comissão de Segurança Pública                                                              | 3       |            | Rafa Marques (MDB)          |               | Daniel Santos (PP)      |
| Comissão de Trânsito e Transportes                                                         | 3       |            | Alemão dos Transportes (DC) |               | Ticiano (PSD)           |

### Procuradorias
| Comissão                        | Membros | Procuradora | Procuradora         | 1ª Procuradora Adjunta | 1ª Procuradora Adjunta |
| ------------------------------- | ------- | ----------- | ------------------- | ---------------------- | ---------------------- |
| Procuradoria Especial da Mulher | 4       |             | Fernanda Curti (PT) |                        | Janete Pietá (REDE)    |